# Castello Doria (Vernazza)
Il castello Doria è  una fortezza medievale, costruita sul costone roccioso, alto circa settanta metri, che costituisce la costa sud dell'approdo di Vernazza, nelle Cinque Terre in provincia della Spezia.

## Storia e descrizione

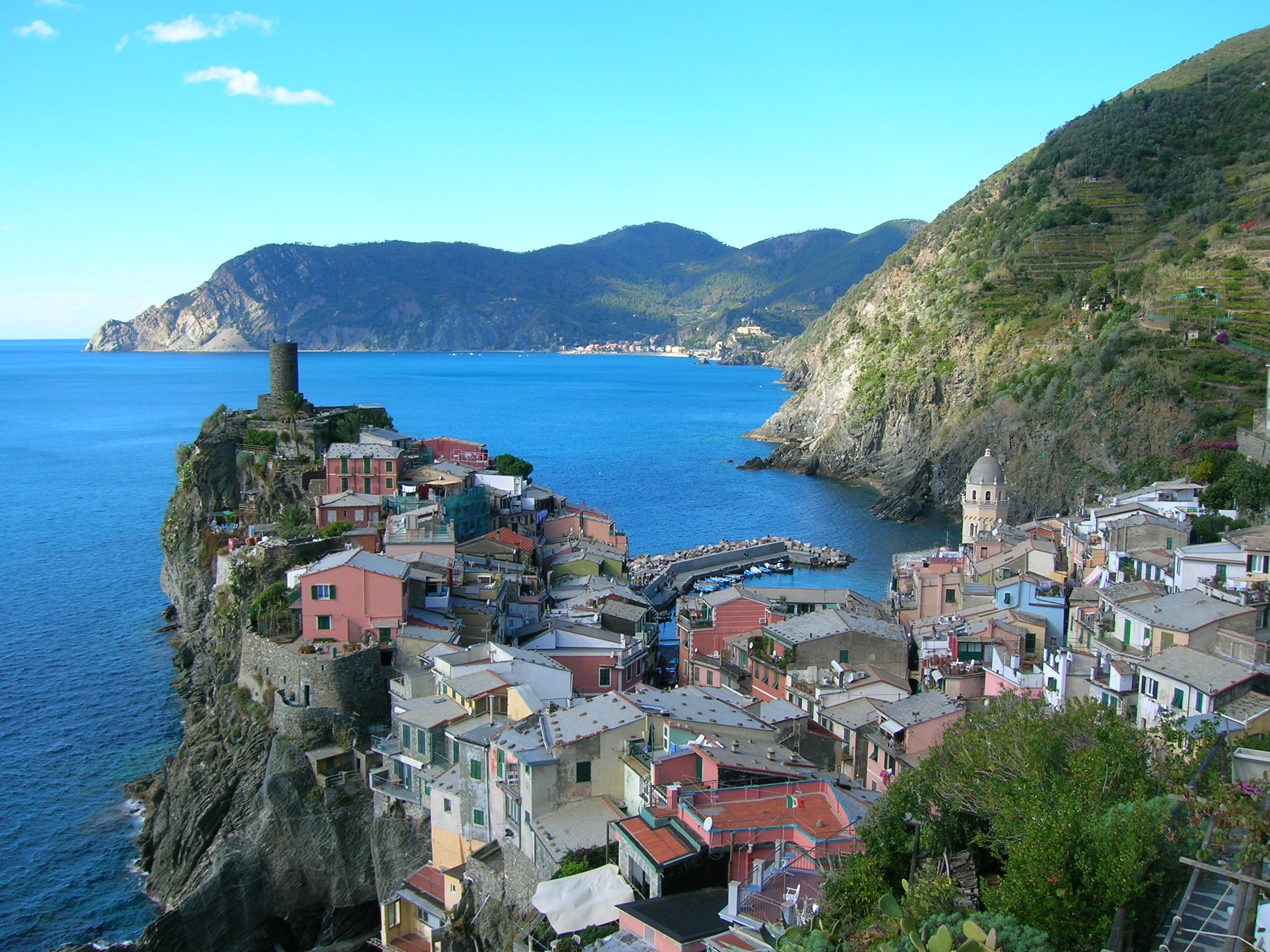
Il castello a ridosso del borgo marinaro di Vernazza

Le prime notizie di un castello a Vernazza sono del XIII secolo, ma si ritiene che il suo primo nucleo risalga all'XI secolo e che quindi sia stato edificato durante il dominio degli Obertenghi.
Nel XII secolo il possesso del castello, e del relativo borgo, passò ai vescovi di Luni, poi ai marchesi Da Passano e infine, nella seconda metà del secolo, ai conti Fieschi che, insieme al borgo di Vernazza lo cedettero alla Repubblica di Genova nel XIII secolo.
Occupato nello stesso secolo dai Pisani, nelle operazioni connesse alla battaglia della Meloria alla quale parteciparono anche marinai e navi vernazzolesi, il castello ritornò breve tempo dopo possedimento genovese.
La torre cilindrica, che sorge al centro della spianata e che è stata restaurata nel XX secolo, costituisce la parte più antica della fortificazione. Il castello ha una pianta irregolare, adattandosi alla forma dello sperone di roccia sul quale è costruito. L'aspetto attuale è il risultato di secoli di aggiunte e rimaneggiamenti.

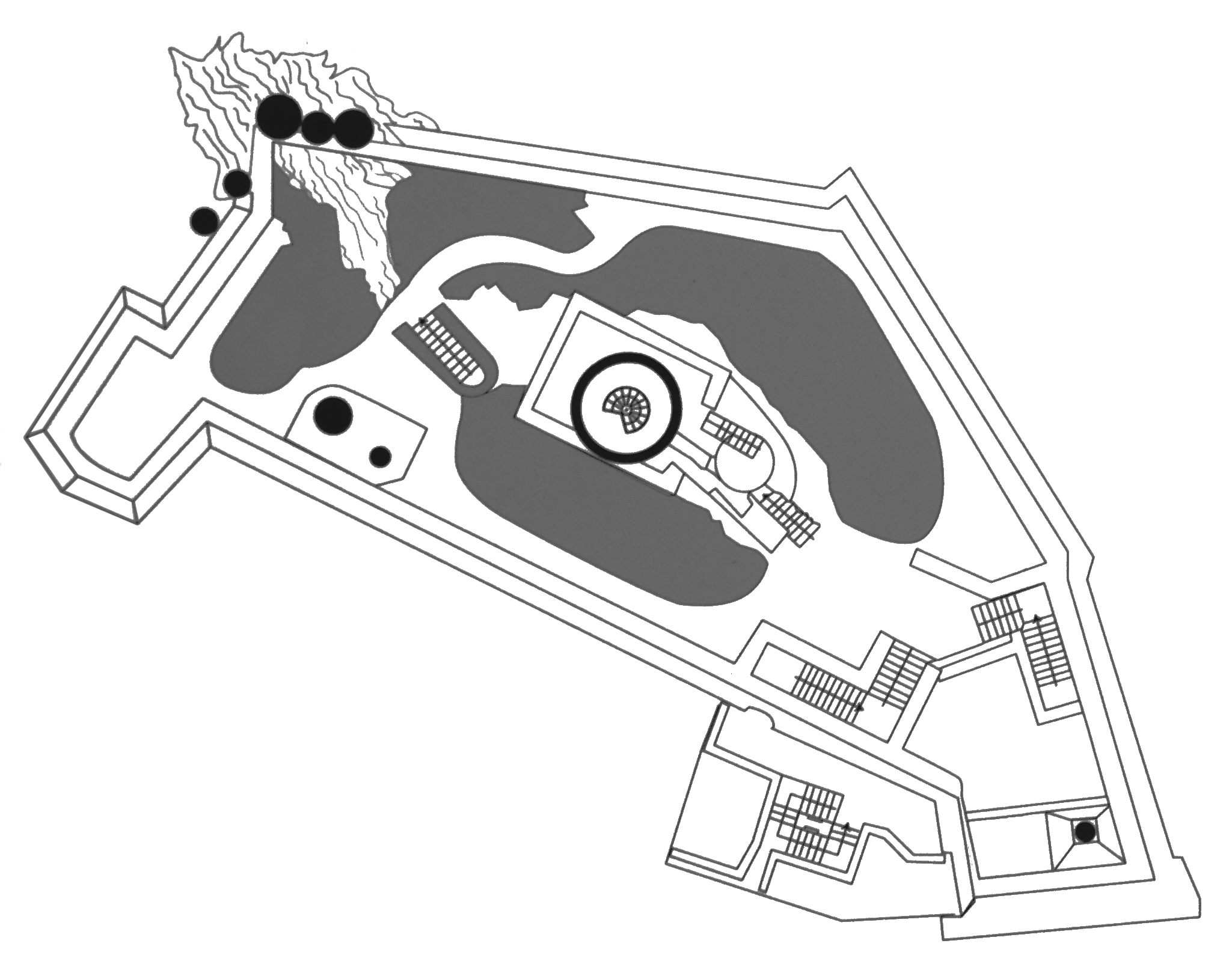
Pianta del Castello Doria

Secondo un documento del 1470 e anche una pianta del XVIII secolo, all'interno del castello vi era anche una cappella dedicata a san Giovanni Battista, della quale però oggi si sono completamente perse le tracce.
Sempre nel castello, oggi adibito a sede museale ed espositiva, era conservato un cannone di bronzo che riportava la scritta Comunitas Vernatiæ. Il cannone, che fu sottratto dai soldati inglesi, e oggi è esposto nelle sale del British Museum di Londra.
Durante le fasi finali della seconda guerra mondiale il castello fu adibito a postazione contraerea dalle forze di occupazione tedesche.